# Лазаренко, Алевтина Фёдоровна
Алевти́на Фёдоровна Лазаре́нко (6 августа 1948, Челябинск — 7 апреля 2018, Нижний Новгород) — советская и российская шашистка, шестикратная чемпионка СССР по русским шашкам, неоднократный обладатель Кубка СССР в командном зачёте. Первая женщина, удостоенная за успехи в русских шашках звания гроссмейстера и заслуженного мастера спорта.

## Биография
Шашками начала заниматься в шестом классе в кружке Дворца пионеров имени Чкалова. До этого занималась фехтованием, легкой атлетикой, играла в баскетбол. Первым тренером Алевтины был Александр Горячев. Позднее её тренировал муж Юрий Лебедев — заслуженный тренер России, победитель первенства СССР среди юношей.
В 1970 году стала вести шашечный кружок в Дворце пионеров и за годы тренерской работы воспитала немало шашистов самого высокого уровня.
В 1992 году возглавила первую и пока единственную в Нижнем Новгороде детско-юношескую спортивную школу по шашкам (ДЮСШ № 17), которой руководила более двадцати лет. В течение этого времени воспитанники ДЮСШ № 17 неоднократно становились чемпионами и призерами международных и всероссийских соревнований, а сама школа по праву считалась одной из сильнейших шашечных школ в России. 
Распоряжением Правительства Нижегородской области от 21 июня 2019 г. № 560-р ДЮСШ № 17 было присвоено имя Алевтины Федоровны Лазаренко.
Дочь Наталья Фёдорова, чемпионка мира по версиям МАРШ (1993) и ФМЖД (2011), абсолютная чемпионка Европы по русским шашкам (2010). Зять Михаил Фёдоров, международный гроссмейстер, неоднократный чемпион России и призер чемпионатов мира.